# کراوالیانا
کراوالیانا (به ایتالیایی: Cravagliana) یک کومونه در ایتالیا است که در استان ورسلی واقع شده‌است.

## خصوصیات
کراوالیانا ۳۴٫۵ کیلومترمربع مساحت و ۲۷۳ نفر جمعیت دارد.